# 7322 Lavrentina
7322 Lavrentina este un asteroid din centura principală de asteroizi.

## Descriere
7322 Lavrentina este un asteroid din centura principală de asteroizi. A fost descoperit pe 22 septembrie 1979 la Observatorul de Astrofizică din Crimeea de Nikolai Cernîh. El prezintă o orbită caracterizată de o semiaxă mare de 3,20 ua, o excentricitate de 0,11 și o înclinație de 16,0° în raport cu ecliptica.